# Aparat de respirat izolant

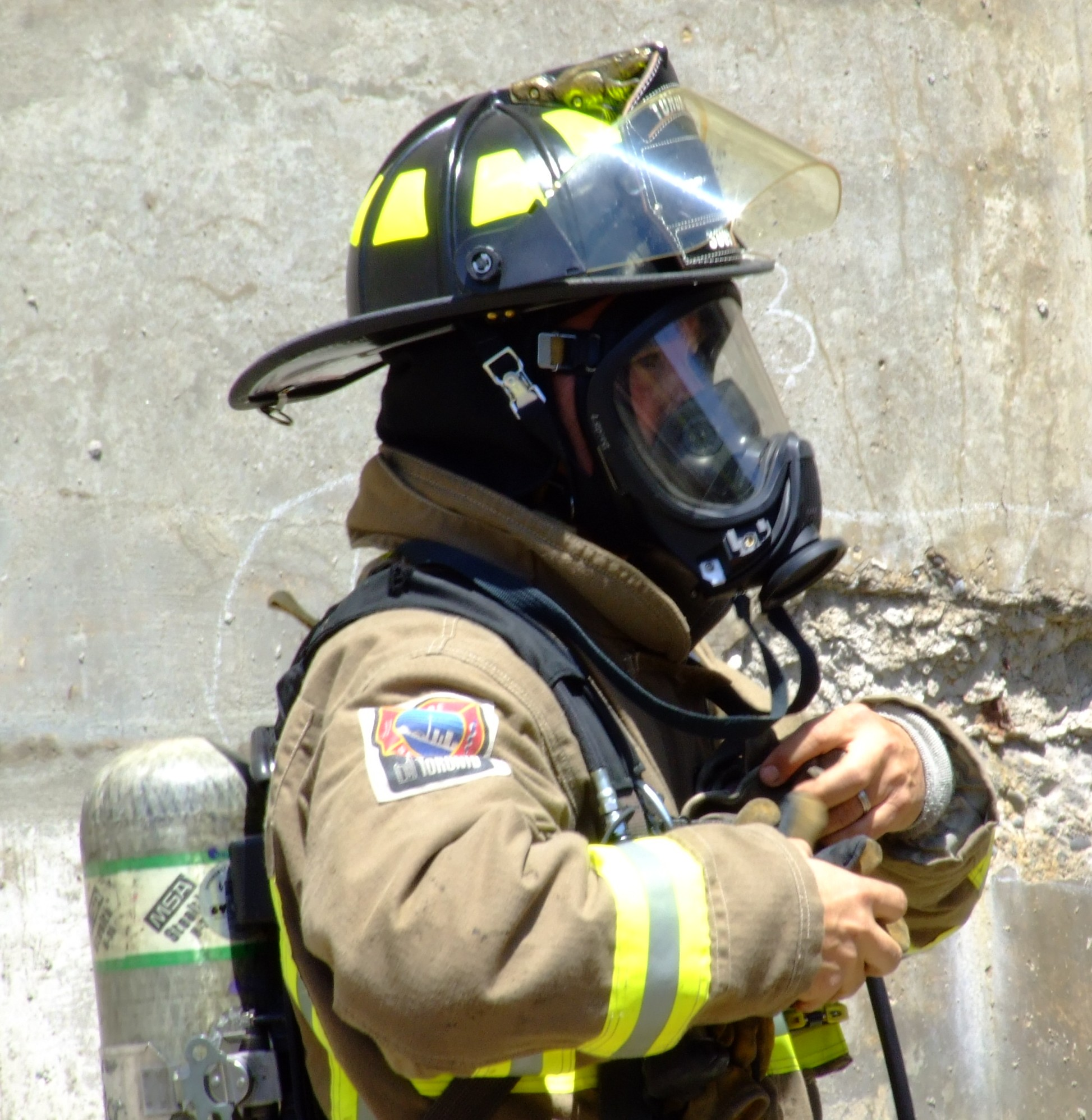

Un aparat de respirat izolant  este un echipament de protecție utilizat pentru protecția căilor respiratorii prin izolarea completă a respirației purtătorului față de mediul ambiant. Scopul este acela de a oferi purtătorului o protecție sporită în zone toxice, cu noxe sau conținut redus de oxigen, prin menținerea pe tot parcursul ciclului respirator a unei presiuni ridicate în masca facială.
Un astfel de tip de aparat este Aparatul de respirat cu aer comprimat